# Nothing as It Seems
«Nothing as It Seems» (укр. Не те, чим здається) — пісня американського рок-гурту Pearl Jam, перший сингл з альбому Binaural (2000).

## Історія створення
«Nothing as It Seems» була написана самотужки бас-гітаристом Pearl Jam Джефом Аментом. Депресивна та похмура композиція була натхнена спогадами музиканта про дитинство в сільській місцевості в Монтані. Амент згадував, що довгий час сприймав дитячі роки лише з позитивного боку, і лише пізніше «дозволив деяким темнішим речам вийти на поверхню, зрозумівши, що я нібито вибірково забував дещо задля власного психічного здоров'я». Зокрема, поштовхом для таких змін у сприйнятті минулого стали фільм «Страждання» (1997) та книга Кевіна Канті «Мінус дев'ять» (1999).
Музику до пісні також створив Амент. Він приніс демоверсію з текстом та спрощеними барабанами до студії; невеличка композиція сподобалась Стоуну Ґоссарду і разом музиканти доробили її до фінального вигляду. Сам Амент зіграв в ній на вертикальному електричному басі. Майк Маккріді додав декілька гітарних програшів, використовуючи педаль ефектів Fender, і потім називав пісню своєю найулюбленішою на платівці, бо «вона надала змогу по-справжньому проявити себе як виконавця». Пісню було записано за допомогою бінауральної техніки під керівництвом продюсера Чеда Блейка. «Брудне» гітарне соло порівнювали з творчістю Джимі Гендрікса, а саму пісню визнавали подібною до репертуару Pink Floyd.

## Вихід пісні
«Nothing as It Seems» стала першим синглом з альбому ''Binaural'', що вийшов 2000 року на лейблі Epic Records. В часописі «Білборд» звернули увагу, що гурт відмовився випускати ще один попсингл, подібний до пісні «Last Kiss», яка минулого року піднялась на друге місце в національному хіт-параді, замість цього видавши повільну та атмосферну композицію з перевантаженими ефектами вокалом та гітарами. На зворотній стороні синглу вийшла пісня «Insignificance», а за межами США до них додались концертні версії «Footsteps» та «Better Man», записані на благодійному концерті Bridge School Benefit 1999 року.
«Nothing as It Seems» потрапив до американського пісенного чарту Billboard Hot 100 (49 місце), а також увійшов до десятки кращих пісень в хіт-парадах Modern Rock (10 місце) та Mainstream Rock (3 місце). Щодо інших країн, то в Великій Британії сингл очолив чарт UK Rock & Metal, а в Канаді піднявся на другу сходинку в хіт-параді Rock/Alternative.

## Довідкові дані

### Список пісень на синглі
В США
1. «Nothing As It Seems» (Амент) — 5:26
2. «Insignificance» (Веддер) — 4:33[11]

В інших країнах
1. «Nothing As It Seems» (Амент) — 5:23
2. «Insignificance» (Веддер) — 4:32
3. «Better Man (live)» (Веддер) — 4:28
4. «Footsteps (live)» (Веддер, Ґоссард) — 3:53[12]

### Місця в хіт-парадах
| Chart (2000)                        | Peak position |
| ----------------------------------- | ------------- |
| Австралія (ARIA)                    | 7             |
| Canada Rock/Alternative (RPM)       | 2             |
| Europe (Eurochart Hot 100)          | 44            |
| Німеччина (Media Control AG)        | 98            |
| Ірландія (IRMA)                     | 27            |
| Італія (FIMI)                       | 6             |
| Нідерланди (Mega Single Top 100)    | 33            |
| Нова Зеландія (RIANZ)               | 42            |
| Норвегія (VG-lista)                 | 5             |
| Portugal (AFP)                      | 7             |
| Шотландія (Official Charts Company) | 18            |
| Іспанія (PROMUSICAE)                | 5             |
| Швеція (Sverigetopplistan)          | 40            |
| Швейцарія (Media Control AG)        | 83            |
| Велика Британія (UK Singles Chart)  | 22            |
| UK Rock & Metal (OCC)               | 1             |
| США (Billboard Hot 100)             | 49            |
| США (Alternative Songs) (Billboard) | 10            |
| США (Mainstream Rock) (Billboard)   | 3             |